# Tiroteios em massa nos Estados Unidos

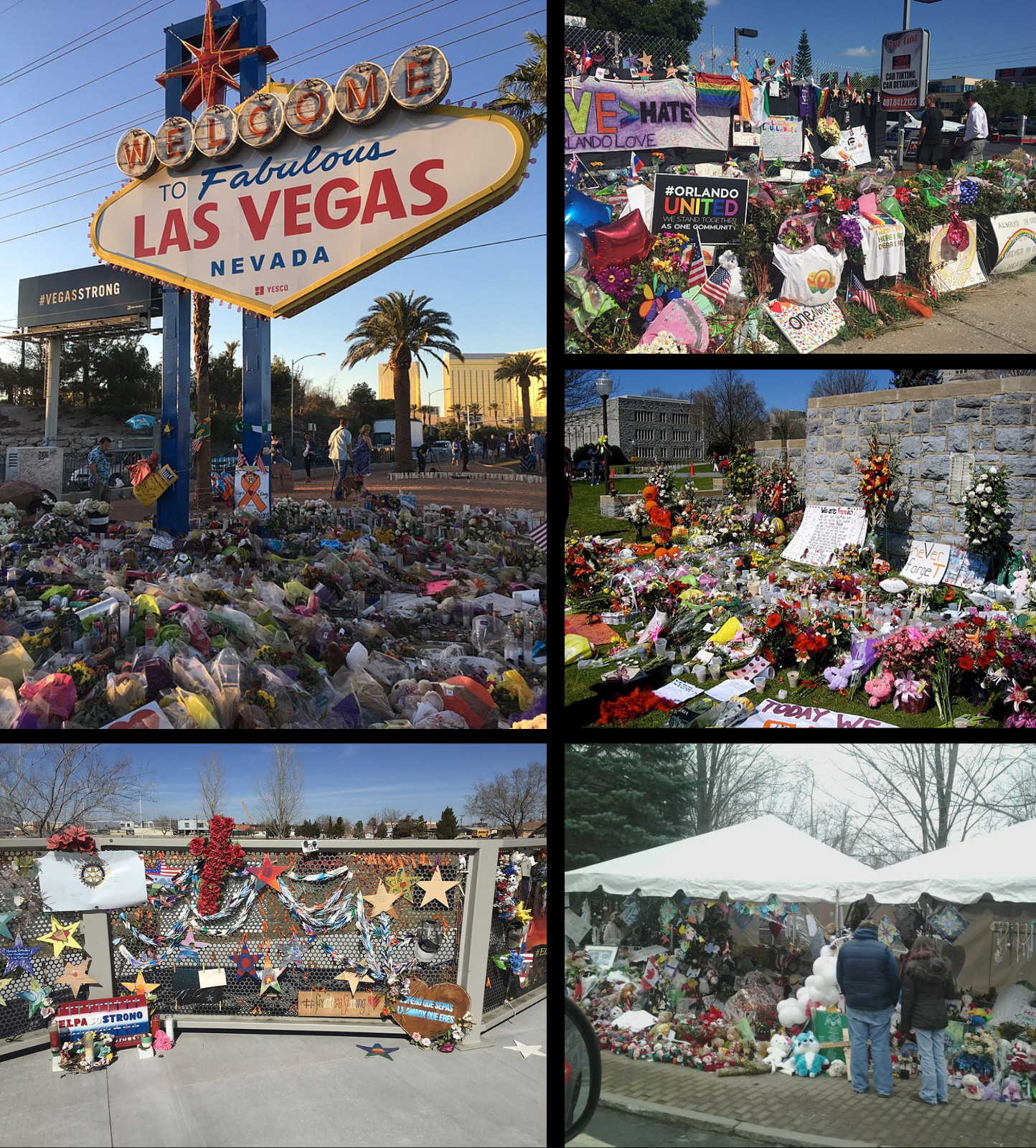
Memorial para alguns tiroteios em massa que ocorreram nos Estados Unidos

Tiroteios em massa nos Estados Unidos são incidentes envolvendo múltiplas vítimas de violência relacionada a armas de fogo nos Estados Unidos. Após cometerem o crime, os perpetradores geralmente morrem por suicídio ou são mortos pela polícia.

## Contexto
Os EUA é o país onde há mais armas em circulação, cerca de 300 milhões e cerca de 1/3 dos estadunidenses relataram que algum dos familiares tem uma arma em casa. 
De acordo com a BBC, dados dos Centros de Controle e Prevenção de Doenças (CDC), órgão vinculado ao Ministério de Saúde dos Estados Unidos, mostraram que 48.830 pessoas morreram devido a ferimentos relacionados a armas de fogo nos EUA em 2021, o que significa que 50 pessoas são mortas a cada dia por uma arma de fogo no país. 
Uma pesquisa do Gallup feita há cerca de dois anos revelou que 57% dos estadounidenses apoiavam leis mais rígidas para o controle de compra e posse de armas, 32% disseram que as leis deveriam ficar como estavam e 10% disseram que as leis deveriam ser menos rígidas. 
No país as armas estão facilmente disponíveis para quem quiser comprá-las e especialistas opinam que o fácil acesso a elas colabora com os casos de tiroteios em massa. 

## Estatísticas criminais
Os Estados Unidos tiveram mais tiroteios em massa do que qualquer outro país do mundo e "a situação é considerada é considerada epidêmica no país", escreveu a CNN em maio de 2022. .
Algumas estatísticas e números incluem:   
- com 5% da população mundial, EUA estão envolvidos em 31% das ocorrências desse tipo registradas mundialmente
- entre 1966 e 2012, houve 90 tiroteios em massa nos Estados Unidos, que representavam 33% do total mundial de 292
- os tiroteios triplicaram entre 2011 e 2014, ocorrendo em média a cada 64 dias, quando nos  29 anos anteriores aconteciam a cada 200 dias ou mais
- entre 2009 e  27 de maio de 2022 ocorreram 274 tiroteios em massa nos Estados Unidos
- em 2021 houve 691 tiroteios em massa no país
- entre janeiro e 27 de maio de 2022, aconteceram 198 tiroteios em massa nos Estados Unidos
- entre janeiro e 8 de maio de 2023 ouve 201 tiroteios em massa no país
- na grande maioria dos tiroteios em massa há menos de 10 pessoas fatais
- em mais da metade dos casos nos Estados Unidos, o agressor tinha mais de uma arma de fogo, enquanto em outros países o assassino normalmente tem apenas uma arma
- os tiroteios em massa representaram menos de 0,2% das mortes por armas de fogo no país entre 2000 e 2016

## Os tiroteios mais mortais
Os dez (10) tiroteios mais mortais nos Estados Unidos [até 15 de julho de 2023] são: 
| Classificação | Incidente                                   | Ano  | Vítimas fatais   | Ref   |
| ------------- | ------------------------------------------- | ---- | ---------------- | ----- |
| 1º            | Tiroteio de Las Vegas Strip em 2017 †       | 2017 | 60 + o criminoso |       |
| 2º            | Tiroteio de Orlando †                       | 2016 | 49 + o criminoso |       |
| 3º            | Tiroteio em Virginia Tech †                 | 2007 | 32 + o criminoso |       |
| 4º            | Tiroteio na Escola Primária de Sandy Hook † | 2012 | 27 + o criminoso |       |
| 5º            | Tiroteio na igreja de Sutherland Springs †  | 2017 | 26 + o criminoso |       |
| 6º            | Tiroteio de Luby †                          | 1991 | 23 + o criminoso |       |
| 7º            | Tiroteio em El Paso de 2019                 | 2019 | 23               |       |
| 8º            | Massacre do McDonald's em San Ysidro        | 1984 | 22               |       |
| 9º            | Tiroteio na Escola Primária Robb            | 2022 | 21               | [ 4 ] |
| 10º           | Tiroteio na Universidade do Texas †         | 1966 | 17 + o criminoso |       |